# Jari Jones
Jari Jones, née en 1991, est une actrice, mannequin, productrice de cinéma et activiste américaine pour les droits des personnes transgenres. Elle est le visage des campagnes publicitaires de l'entreprise Calvin Klein,,, et de la gamme de produits esthétiques Dove.

## Carrière
Jones est la première femme transgenre noire à produire un film concourant au festival de Cannes. En 2020, elle est l’un des neuf visages de la campagne de Calvin Klein pour le mois des fiertés,. En dehors de sa carrière d'actrice, Jones est une militante des droits des personnes transgenres ; elle est membre du mouvement Black Lives Matter. Jari Jones est une promotrice de l'amour-propre[pas clair], de la noirceur et de la féminité. Jari Jones est présentée à la Fashion Week de New York, devenant ainsi la première femme transgenre noire à afficher No Sasso[Quoi ?] sur le podium. Jari Jones a été mannequin pour d'autres marques, dont Dove dans leur campagne « Goodbye Judgement, Hello Underarms » et la campagne « Clothing is Political » d'Elizabeth Suzann. Elle a participé à The Real Catwalk, à New York, en 2019. Jari Jones est présentée sur la chaîne YouTube de Calvin Klein pour exprimer son soutien aux jeunes LGBTQ+. Elle s’est autoproclamée « maman de tout un groupe de jeunes queers ».
Elle a écrit pour le magazine Nylon, le New York Times, Allure et Out, en se concentrant sur la représentation des personnes queers, transgenres et de couleur dans les médias. Elle a été présentée dans la série Tales of the City de Netflix. Elle est la première productrice trans et noire à présenter un film au Festival de Cannes,. Le film, Port Authority, mettait également en vedette la première femme trans de couleur, avec Leyna Bloom (en) dans un rôle principal.

## Filmographie

### Cinéma
| Année | Titre                | Rôle     | Notes                |
| ----- | -------------------- | -------- | -------------------- |
| 2019  | Adam                 | Schuyler |                      |
| 2019  | Port Authority       | Naima    | Productrice associée |
| 2021  | On Our Way (en)      | Nina     |                      |
| 2023  | 24 heures à New York | Fiona    |                      |

### Télévision
| Année | Titre                           | Rôle             | Notes                                  |
| ----- | ------------------------------- | ---------------- | -------------------------------------- |
| 2018  | Pose                            | Butt Smack Woman | Episode: "The Fever"                   |
| 2019  | Les Chroniques de San Francisco | Ronda            | Episode: "Days of Small Surrenders"    |
| 2019  | Transparent                     | Skylar           | Episode: "Transparent Musicale Finale" |